# يونغ هاريس
يونغ هاريس (بالإنجليزية: Young Harris, Georgia)‏ هي مدينة تقع في مقاطعة تاونز، جورجيا بولاية جورجيا في الولايات المتحدة. تبلغ مساحة هذه المدينة 2.6 (كم²)، وترتفع عن سطح البحر 586 م، بلغ عدد سكانها 899 نسمة في عام 2010 حسب إحصاء مكتب تعداد الولايات المتحدة.

## أعلام
- إد جنكينز
- زيل ميلر
- بايرون هربرت ريس

## وصلات خارجية
- Cities & Counties - Georgia.gov